# یوروناو

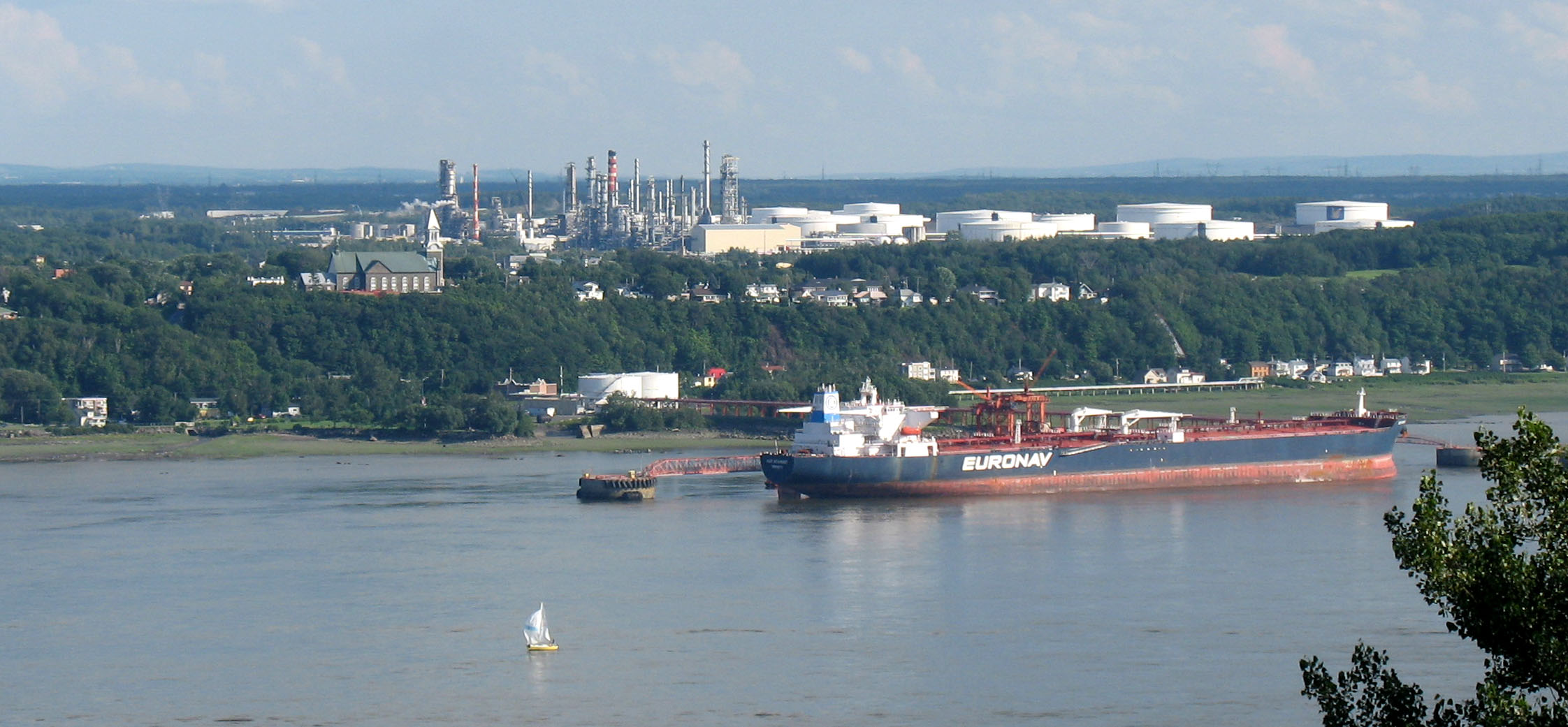
تصویر یک کشتی باربری

یوروناو (به انگلیسی: Euronav) (بازار بورس نیویورک:EURN) یک شرکت ترابری دریایی بلژیکی است که در زمینه حمل نفت خام خدمات فنی، مدیریت ناوگان، حفظ محیط زیست و بازرگانی، خدمات انجام می‌دهد. ارزش دارایی این شرکت در سال ۲۰۲۰ بالغ بر ۳٫۷۱ میلیارد دلار برآورد شده و درآمد خالص آن در همین سال ۱٫۴ میلیارد دلار تخمین زده می‌شود.
دفتر مرکزی این شرکت در آنتورپ مستقر است و نیروی انسانی آن در سال ۲۰۲۰، ۳٬۱۱۰ نفر بوده.